# 多嘉王
多嘉王（たかおう、1875年〈明治8年〉8月17日 - 1937年〈昭和12年〉10月1日）は、日本の皇族。久邇宮朝彦親王の第5王子。伊勢神宮祭主となる（男性の祭主としては最後）。

## 生涯

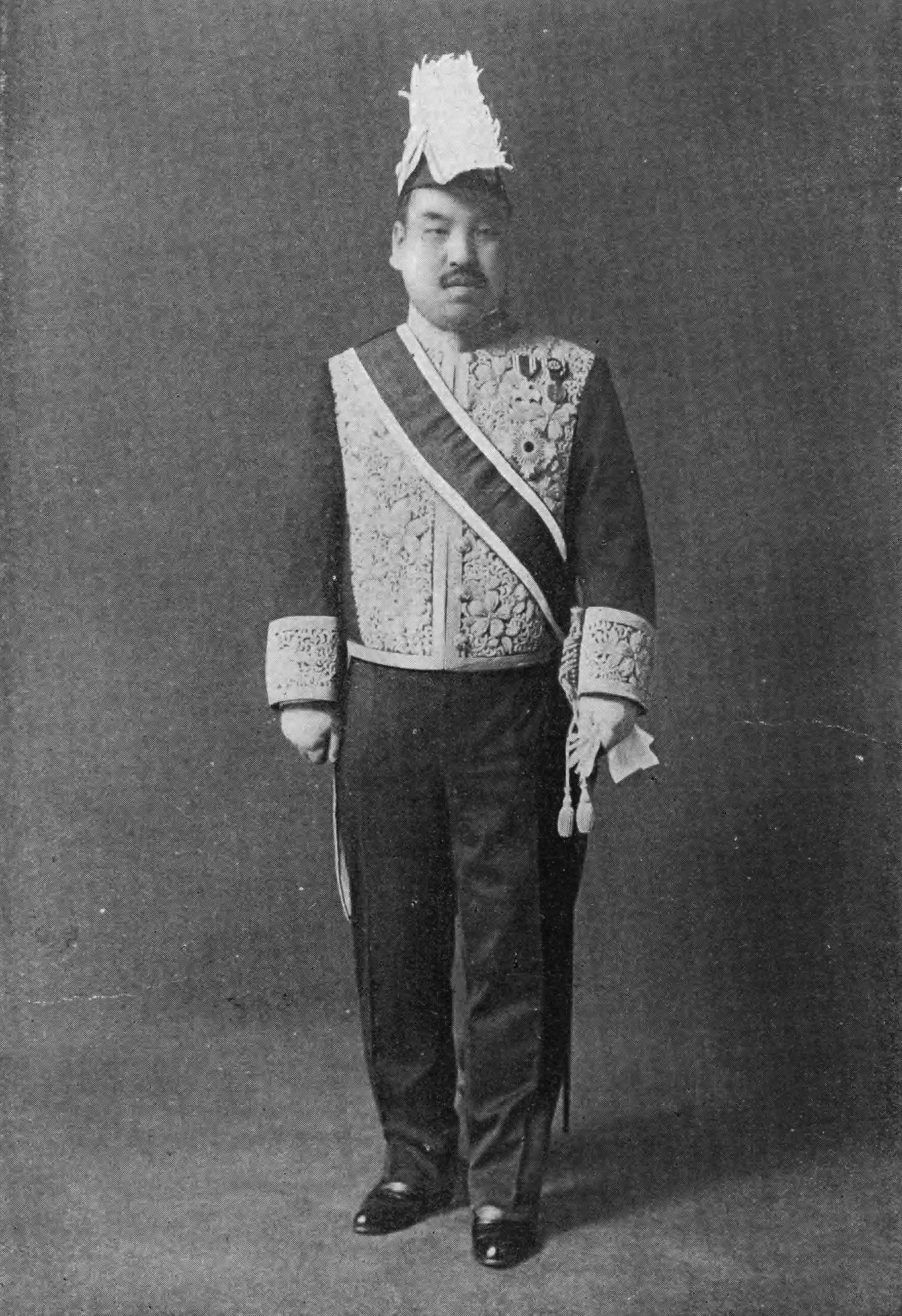
皇族大礼服を着用した多嘉王。

1907年（明治40年）に皇室典範が増補され王が臣籍降下し華族となる道が開けた。従来は男子皇族の臣籍降下は認められておらず、男子が絶えぬ限り皇族が増え続けることとなっていた（永世皇族制）。しかし、皇族が養子をとることは禁じられていたため、男子のいない宮家は断絶する事となっていた。皇室典範増補により当時の宮家当主及び跡継ぎではない王は皆一様に臣籍降下し華族となり爵位を賜ったが、多嘉王のみ臣籍降下しなかった。これには「西久邇宮」創設のために温存されたとの説がある。多嘉王家は京都市上京区の久邇宮別邸（現：ホテル・KKR京都くに荘）に住まい、久邇宮本家からは独立した生活を送り、その子らは東京の学習院ではなく京都市内の学校にて学んだ。
- 1875年（明治8年）- 誕生
- 1895年（明治28年）7月 - 貴族院議員（皇族議員）[3]
- 1907年（明治40年）3月6日 - 勲一等旭日桐花大綬章受章
- 1909年（明治42年）9月23日 - 神宮祭主
- 1917年（大正6年）10月31日 - 大勲位菊花大綬章受章
- 1937年（昭和12年）- 薨去

## 栄典
勲章等
| 受章年                    | 略綬 | 勲章名             | 備考 |
| ------------------------- | ---- | ------------------ | ---- |
| 1917年（大正6年）10月31日 |      | 大勲位菊花大綬章   |      |
| 1928年（昭和3年）11月10日 |      | 大礼記念章（昭和） |      |
| 1930年（昭和5年）12月5日  |      | 帝都復興記念章     |      |

## 血縁
王は1907年（明治40年）に子爵水無瀬忠輔の娘静子と成婚し3男3女を儲けるが、第1王女発子女王、第2王女珖子女王、第1王子賀彦王はいずれも早世した。前述の通り多嘉王は宮家を創設していないため、成人した二人の息子は何れも臣籍降下して伯爵を叙せられている。
- 父：久邇宮朝彦親王
- 母：泉亭靜枝子
- 兄弟：男子 - 邦憲王 - 邦彦王 - 守正王 - 多嘉王 - 暢王 - 男子 - 鳩彦王 - 稔彦王
- 姉妹：女子- 智當宮 - 栄子女王 - 安喜子女王 - 飛呂子女王 - 絢子女王 - 素子女王 - 懐子女王 - 篶子女王 - 純子女王
- 妻：水無瀬静子
- 子：
  - 第1王女：発子女王（1911年4月16日 - 1915年6月26日）
  - 第1王子：賀彦王（1912年 - 1918年6月18日）
  - 第2王女：珖子女王（1913年12月5日 - 1918年6月27日）
  - 第3王女：恭仁子女王（1917年 - 2002年7月6日） - 伊勢神宮大宮司二条弼基公爵に降嫁。
  - 第2王子：家彦王（1920年 - 2008年10月24日） - 1942年10月5日宇治姓を賜り伯爵に叙爵。
  - 第3王子：徳彦王（1922年 - 2007年2月7日） - 1943年6月7日に龍田姓を賜り伯爵に叙爵。戦後梨本姓となる。